# Bell 412
 (janvier 2010).
Si vous disposez d'ouvrages ou d'articles de référence ou si vous connaissez des sites web de qualité traitant du thème abordé ici, merci de compléter l'article en donnant les références utiles à sa vérifiabilité et en les liant à la section « Notes et références ».
Le Bell 412 est un hélicoptère utilitaire fabriqué par Bell Aircraft Corporation. Il s'agit d'un développement réalisé à partir du Bell 212, la principale différence étant le rotor principal composé de quatre pales en matériau composite.

## Conception
Le développement du Bell 412 a débuté à la fin des années 1970 par la conversion de deux Bell 212 comprenant le remplacement du rotor bipale par un rotor à quatre pales de plus faible diamètre. Le prototype du Bell 412 effectue son premier vol en janvier 1979 et les premières livraisons de l'appareil débutent deux ans plus tard, en janvier 1981. Il a subi des améliorations au fil des décennies, le modèle 412 a été suivi par la version 412SP (Special Performance) qui offrait une plus grande capacité de carburant, une masse au décollage plus élevée et des sièges en option. En 1991, la variante 412HP (High Performance) avec une transmission améliorée a remplacé la version SP dans la production. En 2025, la version Bell 412EPX est en production.
Bien que généralement doté de deux patins d'atterrissage, un exemplaire de Bell 412 a été doté d'un train d'atterrissage tricycle fixe caréné. Cet exemplaire a principalement servi pour des missions à caractère sanitaire.
Il est construit sous licence par Agusta en Italie sous le nom d'Agusta-Bell AB 412. 
Au Japon, deux versions sont construites, le Subaru UH-2 à usage militaire destiné aux forces terrestres d'autodéfense dont Le prototype XUH-2 a volé pour la première fois le 25 décembre 2018 et la version de série le 22 mai 2022 et le Bell 412EPX d'abord sous le nom de Fuji-Bell 412EPX lorsque ce projet est présenté en septembre 2015 puis sous le nom Subaru Bell 412EPX. Les prototypes sont assemblés en 2020 et les premières livraisons en série ont lieu en 2022.

## Utilisateurs
Ce modèle a été modifié en version militaire et exporté dans plusieurs pays dont : 
- Algérie : Possède 3 exemplaires du modèle Bell 412EP[5].
- Guatemala : la Force aérienne guatémaltèque possède des Bell 412 depuis 1981. Six Bell 412 ont été exploités jusqu'en 2001, date à laquelle les trois survivants ont été vendus. Trois autres ont été perdus dans des accidents en 1982 et 1991. En 2000/2001, elle acquiert 2 Bell 412EP utilisés comme transports avec l'escadrille présidentielle en service en 2022. Elle reçoit le 13 décembre 2022 deux hélicoptères Bell 412EPX[6].
- Cameroun Possède 8 appareils BELL 412EP dans ses forces spéciales (BIR) dont 4 ont été réceptionnés en avril 2023.
- Canada : Il est, dans sa configuration militaire au Canada, identifié sous le nom Bell CH-146 Griffon. Les Forces canadiennes l'utilisent pour des missions de transport, de recherche et sauvetage ainsi que comme appareil tactique doté de mitrailleuses latérales.
- Indonésie : Neuf Bell 412EPI, version d'attaque, commandés en 2019[7].
- Japon : Le Subaru UH-2 co-devellopé entre Subaru et Bell entre en service dans la Force terrestre d'autodéfense japonaise en 2023. Premier vol le 19 mai 2022[8]. 150 unités sont prévus.
- Maroc : Au minimum 22 Bell 412EPI, version de lutte anti-sous-marine en service à partir de 2022 [9].
- Mexique : Treize d'entre eux ont été vendus dans le cadre de l'Initiative de Mérida.
- Monténégro : deux Bell 412EPI neufs et un Bell 412EP d'occasion livrés en 2018 a la Force aérienne du Monténégro. Sert entre autres aux évacuations médicales[10].
- Philippines : 5 Bell 412HP et 8 Bell 412EP pour la Force aérienne philippine.
- Tunisie : annonce le 16 juin 2025 d'un contrat pour 12 Subaru Bell 412EPX destiné à l'Armée de l'air tunisienne pour 102 millions de dollars[11]
- Turquie : Garde-côtes turque[12]

## Incidents et accidents
Le 4 avril 1991, un Bell 412 et un Piper Aerostar sont entrés en collision en plein vol au-dessus d'une banlieue de Philadelphie, en Pennsylvanie. Les cinq personnes à bord des deux avions, dont le sénateur américain John Heinz, ainsi que deux enfants au sol, ont été tués.
Le 22 avril 1994, un hélicoptère médical Bell 412 AirCare de l'hôpital baptiste de Caroline du Nord s'est écrasé sur un terrain montagneux près de Bluefield, en Virginie-Occidentale, tuant les quatre membres d'équipage à bord.
Le 9 juillet 2002, un Bell 412 de l'armée de l'air du Salvador s'est écrasé après avoir été frappé par la foudre, tuant les quatre membres d'équipage et les trois passagers à bord.
Le 10 décembre 2006, l'hélicoptère médical Bell 412 Mercy Air 2 s'est écrasé en terrain montagneux près de Hesperia, en Californie. Les trois membres d'équipage à bord sont décédés.